# Города Приднестровской Молдавской Республики
В соответствии с Государственным реестром «Административно-территориальное устройство Приднестровской Молдавской Республики» в республике выделяются 8 городов, из них 2 города республиканского подчинения:
- Тирасполь
- Бендеры

Остальные города:
- Григориополь
- Дубоссары
- Каменка
- Рыбница
- Слободзея
- Днестровск